# Maria Anna di Braganza (1899-1971)
Maria Anna di Braganza (portoghese: Ana Maria Micaela Rafaela Gabriela Lourença de Bragança, Infanta de Portugal; Zell am See, 3 settembre 1899 – Feldafing, 23 giugno 1971) era la figlia del pretendente al trono del Portogallo Michele duca di Braganza e della sua seconda moglie Maria Teresa di Löwenstein-Wertheim-Rosenberg.

## Biografia
Maria Anna era la figlia di Michele, duca di Braganza, pretendente al trono portoghese, e della sua seconda moglie Maria Teresa di Löwenstein-Wertheim-Rosenberg.

## Matrimonio
Il 18 agosto 1921, sposò Carlo Augusto di Thurn und Taxis, il figlio di Alberto, 8 ° Principe di Thurn und Taxis, e di sua moglie, l'arciduchessa austriaca Margherita Clementina. Il matrimonio ha avuto luogo presso il Castello di Thurn und Taxis.
Dal matrimonio nacquero quattro figli:
- Clotilde Thurn und Taxis (1922 – 2009);
- Mafalda di Thurn und Taxis (1924 – 1989);
- Giovanni, XI principe di Thurn und Taxis (1926 – 1990) e padre dell'attuale capo della casata;
- Alberto (1930 - 1935).

## Morte
Maria Anna morì nel 1971. Un mese dopo la sua morte, suo marito divenne il 10º principe e capo della casa di Thurn und Taxis, alla morte del fratello Francesco Giuseppe, che non aveva figli maschi.

## Titoli
- 3 settembre 1899 - 18 agosto 1921: Sua Altezza Reale la Principessa di Braganza, infanta di Portogallo
- 18 agosto 1921 - 23 giugno 1971: Sua Altezza Reale la Principessa di Thurn und Taxis, infanta di Portogallo

## Ascendenza
|                                               |                                             |                                                | Genitori                                         |  |  | Nonni |  |  | Bisnonni                   |  |  | Trisnonni                 |  |
|                                               |                                             |                                                |                                                  |  |  |       |  |  | Giovanni VI del Portogallo |  |  | Pietro III del Portogallo |  |
|                                               |                                             |                                                |                                                  |  |  |       |  |  | Giovanni VI del Portogallo |  |  | Pietro III del Portogallo |  |
|                                               |                                             | Maria I del Portogallo                         |                                                  |  |  |       |  |  | Giovanni VI del Portogallo |  |  |                           |  |
| Michele I del Portogallo                      |                                             |                                                |                                                  |  |  |       |  |  | Giovanni VI del Portogallo |  |  |                           |  |
|                                               |                                             | Carlotta Gioacchina di Borbone-Spagna          | Carlo IV di Spagna                               |  |  |       |  |  |                            |  |  |                           |  |
|                                               |                                             | Carlotta Gioacchina di Borbone-Spagna          | Carlo IV di Spagna                               |  |  |       |  |  |                            |  |  |                           |  |
|                                               |                                             | Carlotta Gioacchina di Borbone-Spagna          | Maria Luisa di Borbone-Parma                     |  |  |       |  |  |                            |  |  |                           |  |
| Michele Gennaro di Braganza                   |                                             | Carlotta Gioacchina di Borbone-Spagna          |                                                  |  |  |       |  |  |                            |  |  |                           |  |
|                                               |                                             | Costantino di Löwenstein-Wertheim-Rosenberg    | Carlo Tommaso di Löwenstein-Wertheim-Rosenberg   |  |  |       |  |  |                            |  |  |                           |  |
|                                               |                                             | Costantino di Löwenstein-Wertheim-Rosenberg    | Carlo Tommaso di Löwenstein-Wertheim-Rosenberg   |  |  |       |  |  |                            |  |  |                           |  |
|                                               |                                             | Costantino di Löwenstein-Wertheim-Rosenberg    | Sofia di Windisch-Grätz                          |  |  |       |  |  |                            |  |  |                           |  |
| Adelaide di Löwenstein-Wertheim-Rosenberg     |                                             | Costantino di Löwenstein-Wertheim-Rosenberg    |                                                  |  |  |       |  |  |                            |  |  |                           |  |
|                                               |                                             | Agnese di Hohenlohe-Langenburg                 | Carlo Ludovico I di Hohenlohe-Langenburg         |  |  |       |  |  |                            |  |  |                           |  |
|                                               |                                             | Agnese di Hohenlohe-Langenburg                 | Carlo Ludovico I di Hohenlohe-Langenburg         |  |  |       |  |  |                            |  |  |                           |  |
|                                               |                                             | Agnese di Hohenlohe-Langenburg                 | Amalia Enrichetta di Solms-Baruth                |  |  |       |  |  |                            |  |  |                           |  |
| Maria Anna di Braganza                        |                                             | Agnese di Hohenlohe-Langenburg                 |                                                  |  |  |       |  |  |                            |  |  |                           |  |
|                                               | Costantino di Löwenstein-Wertheim-Rosenberg | Carlo Tommaso di Löwenstein-Wertheim-Rosenberg |                                                  |  |  |       |  |  |                            |  |  |                           |  |
|                                               | Costantino di Löwenstein-Wertheim-Rosenberg | Carlo Tommaso di Löwenstein-Wertheim-Rosenberg |                                                  |  |  |       |  |  |                            |  |  |                           |  |
|                                               | Costantino di Löwenstein-Wertheim-Rosenberg | Sofia di Windisch-Grätz                        |                                                  |  |  |       |  |  |                            |  |  |                           |  |
| Carlo I di Löwenstein-Wertheim-Rosenberg      | Costantino di Löwenstein-Wertheim-Rosenberg |                                                |                                                  |  |  |       |  |  |                            |  |  |                           |  |
|                                               |                                             | Agnese di Hohenlohe-Langenburg                 | Carlo Ludovico I di Hohenlohe-Langenburg         |  |  |       |  |  |                            |  |  |                           |  |
|                                               |                                             | Agnese di Hohenlohe-Langenburg                 | Carlo Ludovico I di Hohenlohe-Langenburg         |  |  |       |  |  |                            |  |  |                           |  |
|                                               |                                             | Agnese di Hohenlohe-Langenburg                 | Amalia Enrichetta di Solms-Baruth                |  |  |       |  |  |                            |  |  |                           |  |
| Maria Teresa di Löwenstein-Wertheim-Rosenberg |                                             | Agnese di Hohenlohe-Langenburg                 |                                                  |  |  |       |  |  |                            |  |  |                           |  |
|                                               |                                             | Luigi II del Liechtenstein                     | Giovanni I Giuseppe del Liechtenstein            |  |  |       |  |  |                            |  |  |                           |  |
|                                               |                                             | Luigi II del Liechtenstein                     | Giovanni I Giuseppe del Liechtenstein            |  |  |       |  |  |                            |  |  |                           |  |
|                                               |                                             | Luigi II del Liechtenstein                     | Giuseppa di Fürstenberg-Weitra                   |  |  |       |  |  |                            |  |  |                           |  |
| Sofia del Liechtenstein                       |                                             | Luigi II del Liechtenstein                     |                                                  |  |  |       |  |  |                            |  |  |                           |  |
|                                               |                                             | Franziska Kinsky von Wchinitz und Tettau       | Francesco di Paola Kinsky di Wchinitz und Tettau |  |  |       |  |  |                            |  |  |                           |  |
|                                               |                                             | Franziska Kinsky von Wchinitz und Tettau       | Francesco di Paola Kinsky di Wchinitz und Tettau |  |  |       |  |  |                            |  |  |                           |  |
|                                               |                                             | Franziska Kinsky von Wchinitz und Tettau       | Teresa Antonia Barbara di Wrbna e Freudenthal    |  |  |       |  |  |                            |  |  |                           |  |
|                                               |                                             | Franziska Kinsky von Wchinitz und Tettau       |                                                  |  |  |       |  |  |                            |  |  |                           |  |